# Ola-dele Kuku
Ola-dele Kuku (Lagos, 8 agosto 1963) è un architetto e artista nigeriano. Vive e lavora tra la Nigeria e il Belgio.

## Formazione e produzione artistica
Studia presso il Southern Institute of Architecture in Los Angeles.
Nonostante la sua formazione Ola-dele Kuku da sempre adotta un approccio critico verso l'architettura comunemente praticata. Come afferma lui stesso in più di un'intervista: "Architecture isn't anywhere near to being what it should be" (l'architettura non è mai stata vicino a quello che dovrebbe essere). 
Trascurando la funzionalità fine a sé stessa, Kuku è piuttosto affascinato dallo studio delle proporzioni e dal creare strutture tra il visibile e l'immaginario che mettano in dialogo la fisicità con l'idea di spazio vuoto rivoluzionando la concezione comune di spazio abitato e sfidando i dettami dell'architettura tradizionale.
A questa produzione immateriale Kuku affianca anche opere più legate alla materia come ad esempio Opera Domestica una serie composta da mobili-scultura di legno che condensano le strutture e le funzioni dello spazio architettonico nello spazio dell'oggetto.
Ola-dele Kuku ha tenuto corsi universitari presso il Politecnico di Milano e l'Università tecnica di Delft (Paesi Bassi).

### Premi e riconoscimenti
Ha partecipato con successo a numerosi eventi e concorsi internazionali, come ad esempio: 
- 1997 Public Prize, VIZO's Henry van de Velde contest
- 1995 Grand Prize/Prime Minister's Prize, IFI Nagoya International Design Competition